# Таджики в Китай
Таджиките в Китай са 41 028 души (2000), като само във Синдзян-уйгурски автономен регион са 39 493 души (2000), и представляват 0,21 % от населението му.

## Религия
Преди векове водеща религия сред таджиките е бил зороастризмът, но през 11 век приемат исляма. В днешно време мнозинството се определят като мюсюлмани.